# Gymnasium Leoninum
Das Gymnasium Leoninum ist eine staatlich anerkannte Privatschule unter katholischer Trägerschaft der Herz-Jesu-Priester in Handrup, Landkreis Emsland. Das Gymnasium wurde 1923 mit damals 23 Schülern als Jungeninternat gegründet. Der Namenspatron ist Pater Leo Dehon. Bis 1998 wurde das Jungeninternat weitergeführt, doch mit dem großen Umbau 1998 wurde das Internat geschlossen. Heute besuchen über 1200 Schülerinnen und Schüler das Gymnasium Leoninum.
Das Einzugsgebiet des Gymnasiums umfasst mehrere Kreise.

## Geschichte
1883 hatten die Herz-Jesu-Priester in den Niederlanden eine Missionsschule gegründet, die bald auch von deutschen Schülern besucht wurde. 1912 wurde in Krefeld eine erste deutsche Niederlassung der Herz-Jesu-Priester errichtet. Von dort aus wurde in Handrup ein Kloster gegründet. Am 22. Mai 1923 wurde hier die „Humanistische Studienanstalt des Missionshauses Handrup“ mit Internat eröffnet. Eine Oberstufe gab es zunächst nicht, die Schüler wechselten dazu auf andere Gymnasien oder auf die ordenseigene deutsche Schule in Holland. Die Schule diente anfangs vor allem der Ausbildung des Ordensnachwuchses. Die Internatskosten wurden von den ländlichen Familien oft in Naturalien bezahlt.
In der Zeit des Nationalsozialismus stand die Schule unter scharfer Beobachtung. Die Ausreise nach Holland wurde den Schülern verboten, so dass sie ihre Ausbildung nicht fortsetzen konnten. Der Orden wurde u. a. durch Devisenprozesse diffamiert. Die Schule wurde am 1. April 1939 durch einen Erlass der Regierung geschlossen. In der Zeit der Schulschließung verlegte der Orden einen Teil des Theologiestudiums seines Ordensnachwuchses von Freiburg im Breisgau nach Handrup, um die Gebäude nicht leerstehen zu lassen.
1941 wurde das Kloster enteignet. In der Schule wurde eine nationalsozialistische Lehrerinnenbildungsanstalt eingerichtet. Im Dachgeschoss wurde eine Staffel eines Jagdverbandes einquartiert. In den letzten Kriegstagen wurde das Gebäude durch einen Bombenangriff schwer beschädigt.
1946 wurde der Unterricht mit Erlaubnis der britischen Militärregierung wieder aufgenommen. In den 1960er und 1970er Jahren stieg die Zahl der Schüler an; der Anteil der externen Schüler wuchs deutlich.
Erst nach dem Krieg ging die Schule vom holländischen System der Notengebung, der Zeugnistermine und der Stundenverteilung auf das in Deutschland übliche System über. Ab 1956 erreichte die Schule die staatliche Anerkennung und den Ausbau zu einem Vollgymnasium.
1964 wurde die Schule in „Gymnasium Leoninum“ umbenannt, zum Andenken an den Stifter der Herz-Jesu-Priester, Pater Leo Dehon. Nach dem II. Vatikanischen Konzil öffnete sich das Gymnasium von einer reinen Nachwuchsschule zu einer freien katholischen Schule. Heute liegt der Schwerpunkt nach Angaben der Schule nicht mehr auf der Herausbildung von Priestern, sondern auf der christlichen Erziehung der jungen Menschen und Vermittlung von Grundwerten.
1971 wurde an der Schule die Koedukation eingeführt. Seitdem werden auch verstärkt evangelische Kinder angemeldet. 1998/99 musste das Internat wegen rückläufiger Belegung geschlossen werden.
Im Frühjahr 2010 wandten sich mehrere ehemalige Schüler des Leoninum an die Öffentlichkeit und berichteten, dass es im Internat in den 1960er und 70er Jahren zu seelischer und körperlicher Misshandlung von Schülern durch Patres gekommen sei. Die Schulleitung sagte zu, alle Vorwürfe aufzuklären, und richtete eine Webseite ein, auf der Informationen zu den Vorwürfen gesammelt werden. Ein ehemaliger Schüler, der angibt, wegen der Folgen dieser Misshandlungen jahrelang in therapeutischer Behandlung gewesen zu sein, hat Anzeige gegen die Schule erstattet. Die bisher bekannten Vorfälle sollen sich sämtlich vor mehr als 30 Jahren abgespielt haben, von jüngeren Fällen ist bisher nichts bekannt.

## Besonderheiten der Schule
- katholisches Schulprofil
- Teilnahme am Comenius-Projekt
- Austausch mit Frankreich, Polen,  Spanien, Belgien, Italien und den USA
- Pilgerfahrt der gesamten Schule nach Santiago de Compostela 2000
- Pilgerfahrt der gesamten Schule nach Rom 2005
- Pilgerfahrt der gesamten Schule nach Griechenland 2011 („Auf den Spuren des Apostels Paulus“)
- Pilgerfahrt der gesamten Schule nach Spanien 2018

## Persönlichkeiten
- August Hülsmann (1948–2021), römisch-katholischer Priester und Provinzial der Deutschen Ordensprovinz der Herz-Jesu-Priester
- Heiner Wilmer (* 1961), römisch-katholischer Bischof im Bistum Hildesheim
- Johannes Wübbe (* 1966), römisch-katholischer Weihbischof im Bistum Osnabrück[5]
- Doris Achelwilm (* 1976), Politikerin (Die Linke)
- Christian Fühner (* 1987), Politiker (CDU)